# Kerivoula argentata
Kerivoula argentata es una especie de murciélago de la familia Vespertilionidae.

## Distribución geográfica
Se encuentra en Angola República Democrática del Congo, Kenia Malaui Mozambique, Sudáfrica Suazilandia Tanzania, Uganda Zambia y Zimbabue.

## Hábitat
Su hábitat natural son: sabanas húmedas.